# Celtic Glasgow/Saison 1966/67

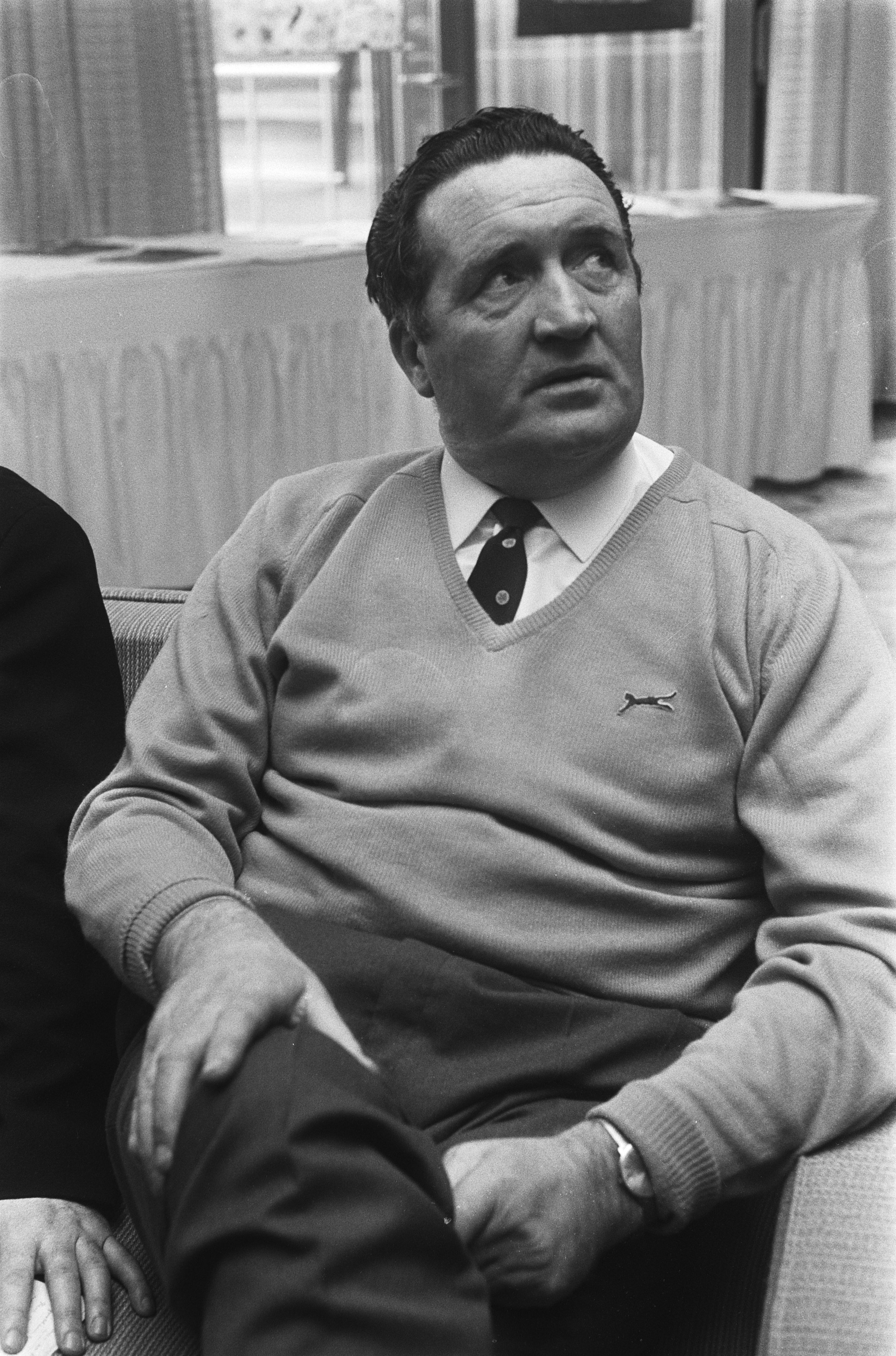
Erfolgstrainer Jock Stein

Die Celtic Glasgow Saison 1966/67 war die 79. Spielzeit des schottischen Fußballvereins aus Glasgow seit deren Gründung am 6. November 1887. In dieser Saison gewann Celtic als erster britischer Verein den Europapokal der Landesmeister im Finale gegen Inter Mailand in Lissabon, wodurch die Siegermannschaft den Spitznamen Lisbon Lions erhielt. In der Saison 1966/67 gewann der Verein zudem vier weitere Titel; die nationale Meisterschaft, den nationalen Pokal, Ligapokal und Glasgow Cup. Es gilt bis heute als Annus mirabilis in der Vereinshistorie von Celtic Glasgow. Mit 196 Pflichtspieltoren stellt Celtic bis heute den Rekord für die meisten erzielten Treffer in einer Saison vor dem FC Barcelona, der 2011/12 190 Mal getroffen hatte. Celtic verlor in der gesamten Spielzeit nur drei Pflichtspiele: Einmal gegen den FK Vojvodina im Europapokal und zweimal gegen Dundee United in der Liga. Jimmy Johnstone beschrieb die Spielweise von Celtic als „like the Dutch speeded-up“, verglich sie also mit einer beschleunigten Version des niederländischen Totalen Fußballs.

## Kader in der Saison 1966/67
(Die Spieler trugen nur in Europapokalspielen Rückennummern.)
|  | Schottland | John Fallon    | 16.08.1940 |
|  | Nordirland | John Kennedy   | 04.09.1939 |
|  | Danemark   | Bent Martin *  | 19.02.1943 |
|  | Schottland | Ronnie Simpson | 11.10.1930 |

|  | Schottland | Jim Brogan      | 05.06.1944 |
|  | Schottland | Davie Cattanach | 27.06.1946 |
|  | Schottland | Jim Craig       | 07.05.1943 |
|  | Schottland | Tommy Gemmell   | 16.10.1943 |
|  | Schottland | Frank McCarron  | 01.10.1943 |
|  | Schottland | Billy McNeill   | 02.03.1940 |
|  | Schottland | Willie O’Neill  | 30.12.1940 |
|  | Schottland | Ian Young       | 21.05.1943 |

|  | Schottland | Bertie Auld       | 23.04.1938 |
|  | Schottland | John Clark        | 13.03.1941 |
|  | Schottland | John Cushley      | 21.01.1943 |
|  | Irland     | Charlie Gallagher | 03.11.1940 |
|  | Schottland | Sammy Henderson   | 25.11.1944 |
|  | Schottland | Bobby Murdoch     | 17.08.1944 |

|  | Schottland | Stevie Chalmers  | 26.12.1936 |
|  | Schottland | John Hughes      | 03.04.1943 |
|  | Schottland | Jimmy Johnstone  | 30.09.1944 |
|  | Schottland | Bobby Lennox     | 30.08.1943 |
|  | Schottland | Joe McBride      | 10.06.1938 |
|  | Schottland | Willie Wallace * | 23.06.1940 |

## Saisonspiele

### Scottish Division One
Celtic gewann die Schottische Meisterschaft mit drei Punkten Vorsprung vor den Glasgow Rangers, und holte damit zum insgesamt 22. Mal in der Vereinsgeschichte den Titel. Von den 34 Spielen wurden 26 gewonnen, sechs Unentschieden gespielt, und zwei Partien verloren. Beide Niederlagen kassierte die Mannschaft gegen Dundee United. Mit Stevie Chalmers stellte Celtic auch den besten Torjäger, der 21 Mal traf.
| Datum      | Spieltag | Paarung 1                 | Ergebnis  | Tore | Stadion           | Stadt       | Zuschauer |
| ---------- | -------- | ------------------------- | --------- | --- | ----------------- | ----------- | --------- |
| 10.09.1966 | 1        | FC Clyde – Celtic         | 0:3 (0:2) | 0:1 Chalmers (10.) 0:2 McBride (18.) 0:3 Hughes (75.) | Shawfield Stadium | Rutherglen  | 16.500    |
| 17.09.1966 | 2        | Celtic – Rangers          | 2:0 (2:0) | 1:0 Auld (1.) 2:0 Murdoch (4.) | Celtic Park       | Glasgow     | 65.000    |
| 24.09.1966 | 3        | FC Dundee – Celtic        | 1:2 (1:1) | 1:0 Penman (28.) 1:1 Lennox (32.) 1:2 Chalmers | Dens Park         | Dundee      | 28.500    |
| 01.09.1966 | 4        | Celtic – St. Johnstone    | 6:1 (2:0) | 1:0 Johnstone (11.) 2:0 Lennox (38.) 3:0 Johnstone (52.) 3:1 Kilgannon (54.) 4:1 Lennox (60.) 5:1 McBride (65.) 6:1 McBride (75.)                                                  | Celtic Park       | Glasgow     | 24.000    |
| 08.10.1966 | 5        | Hibernian – Celtic        | 3:5 (2:4) | 1:0 Cormack (10.) 1:1 McBride (15.) 1:2 Chalmers (30.) 2:2 Davis (37. Elfm.) 2:3 McBride (41.) 2:4 McBride (43.) 2:5 McBride (74.) 3:5 McGraw (89.)                                | Easter Road       | Edinburgh   | 43.256    |
| 15.10.1966 | 6        | Celtic – Airdrieonians    | 3:0 (0:0) | 1:0 McBride (65.) 2:0 Lennox (68.) 3:0 Lennox (87.) | Celtic Park       | Glasgow     | 41.000    |
| 24.10.1966 | 7        | Celtic – Ayr United       | 5:1 (2:1) | 1:0 Lennox (2.) 1:1 Black (40.) 2:1 Hughes (45.) 3:1 Johnstone (57.) 4:1 Gemmell (69.) 5:1 Johnstone (88.)                                                                         | Celtic Park       | Glasgow     | 21.000    |
| 02.11.1966 | 8        | Celtic – Stirling         | 7:3 (6:1) | 1:0 Johnstone (6.) 2:0 McBride (12.) 3:0 Chalmers (19.) 4:0 Auld (25.) 5:0 McBride (41.) 6:0 Chalmers (42.) 6:1 McGuinness (43.) 7:1 McBride (48.) 7:2 Reid (65.) 7:3 Kerray (87.) | Celtic Park       | Glasgow     | 21.000    |
| 05.11.1966 | 9        | Celtic – FC St. Mirren    | 1:1 (0:0) | 1:0 Gemmell (47.) 1:1 Treacy (54.) | Celtic Park       | Glasgow     | 24.000    |
| 12.11.1966 | 10       | Falkirk – Celtic          | 0:3 (0:2) | 0:1 McBride (2.) 0:2 McBride (43. Elfm.) 0:3 Auld (62.) | Brockville Park   | Falkirk     | 12.000    |
| 19.11.1966 | 11       | Dunfermline – Celtic      | 4:5 (3:2) | 1:0 Robertson (31.) 2:0 Delaney (33.) 2:1 Murdoch (34.) 3:1 Paton (38.) 3:2 Johnstone (43.) 4:2 Ferguson (48.) 4:3 Auld (62.) 4:4 McBride (69.) 4:5 McBride (89. Elfm.)            | East End Park     | Dunfermline | 22.000    |
| 26.11.1966 | 12       | Celtic – Hearts           | 3:0 (1:0) | 1:0 Miller (12.) 2:0 McBride (78.) 3:0 McBride (89. Elfm.) | Celtic Park       | Glasgow     | 40.000    |
| 03.12.1966 | 13       | FC Kilmarnock – Celtic    | 0:0       | | Rugby Park        | Kilmarnock  | 27.000    |
| 10.12.1966 | 14       | Celtic – FC Motherwell    | 4:2 (2:0) | 1:0 Chalmers (30.) 2:0 Chalmers (41.) 3:0 Murdoch (66.) 3:1 Murray (78.) 4:1 Chalmers (83.) 4:2 Lindsay (84.)                                                                      | Celtic Park       | Glasgow     | 40.000    |
| 17.12.1966 | 15       | Celtic – Partick Thistle  | 6:2 (4:1) | 1:0 Wallace (2.) 2:0 Chalmers (14.) 3:0 Wallace (24.) 4:0 Murdoch (32.) 4:1 Duncan (36.) 5:1 McBride (56.) 5:2 Gibb (64.) 6:2 Chalmers (74.)                                       | Celtic Park       | Glasgow     | 25.000    |
| 24.12.1966 | 16       | FC Aberdeen – Celtic      | 1:1 (1:1) | 0:1 Lennox (25.) 1:1 Melrose (30.) | Pittodrie Stadium | Aberdeen    | 31.000    |
| 31.12.1966 | 17       | Dundee Utd. – Celtic      | 3:2 (1:2) | 0:1 Lennox (12.) 1:1 Døssing (22.) 1:2 Wallace (23.) 2:2 Gillespie (72.) 3:2 Mitchell (75.)                                                                                        | Tannadice Park    | Dundee      | 25.000    |
| 07.01.1967 | 18       | Celtic – FC Dundee        | 5:1 (4:0) | 1:0 Wilson (43.) 2:0 Wallace (5.) 3:0 Johnstone (21.) 4:0 Gallagher (28.) 4:1 Cameron (51.) 5:1 Wallace (89.)                                                                      | Celtic Park       | Glasgow     | 37.000    |
| 11.01.1967 | 19       | Celtic – FC Clyde         | 5:1 (1:1) | 1:0 Chalmers (12.) 1:1 Gilroy (32.) 2:1 Gallagher (54.) 3:1 Chalmers (72.) 4:1 Gemmell (74.) 5:1 Lennox (75.)                                                                      | Celtic Park       | Glasgow     | 38.000    |
| 14.01.1967 | 20       | St. Johnstone – Celtic    | 0:4 (0:0) | 0:1 Johnstone (63.) 0:2 Johnstone (69.) 0:3 Chalmers (86.) 0:4 Lennox (90.) | Muirton Park      | Perth       | 19.000    |
| 21.01.1967 | 21       | Celtic – Hibernian        | 2:0 (2:0) | 1:0 Wallace (12.) 2:0 Chalmers (38.) | Celtic Park       | Glasgow     | 41.000    |
| 04.02.1967 | 22       | Airdrieonians FC – Celtic | 0:3 (0:1) | 0:1 Johnstone (12.) 0:2 Chalmers (47.) 0:3 Auld (69. Elfm.) | Broomfield Park   | Airdrie     | 23.000    |
| 11.02.1967 | 23       | Ayr United – Celtic       | 0:5 (0:1) | 0:1 Johnstone (41.) 0:2 Chalmers (57.) 0:3 Hughes (59.) 0:4 Chalmers (62.) 0:5 Chalmers (82.)                                                                                      | Somerset Park     | Ayr         | 19.000    |
| 25.02.1967 | 24       | Stirling Albion – Celtic  | 1:1 (1:0) | 1:0 Peebles (23.) 1:1 Hughes (52.) | Annfield Stadium  | Stirling    | 16.000    |
| 04.03.1967 | 25       | FC St. Mirren – Celtic    | 0:5 (0:1) | 0:1 Wallace (31.) 0:2 Lennox (48.) 0:3 Hughes (53.) 0:4 Gemmell (82. Elfm.) 0:5 Wallace (88.)                                                                                      | Love Street       | Paisley     | 18.000    |
| 18.03.1967 | 26       | Celtic – Dunfermline      | 3:2 (3:1) | 1:0 Chalmers (3.) 1:1 Ferguson (19.) 2:1 Gemmell (21. Elfm.) 3:1 Wallace (42.) 3:2 Ferguson (87.)                                                                                  | Celtic Park       | Glasgow     | 41.000    |
| 20.03.1967 | 27       | Celtic – FC Falkirk       | 5:0 (2:0) | 1:0 Chalmers (25.) 2:0 Auld (29.) 3:0 Hughes (66.) 4:0 Gemmell (67. Elfm.) 5:0 Chalmers (74.)                                                                                      | Celtic Park       | Glasgow     | 25.000    |
| 25.03.1967 | 28       | Hearts – Celtic           | 0:3 (0:1) | 0:1 Auld (42.) 0:2 Wallace (62.) 0:3 Gemmell (85. Elfm.) | Tynecastle Park   | Edinburgh   | 25.000    |
| 27.03.1967 | 29       | Partick Thistle – Celtic  | 1:4 (0:1) | 0:1 Lennox (41.) 1:1 Flanagan (52.) 1:2 Chalmers (59.) 1:3 Wallace (67.) 1:4 Chalmers (86.)                                                                                        | Firhill Stadium   | Glasgow     | 30.000    |
| 08.04.1967 | 30       | FC Motherwell – Celtic    | 0:2 (0:0) | 0:1 Wallace (57.) 0:2 Gemmell (70. Elfm.) | Fir Park          | Motherwell  | 21.000    |
| 19.04.1967 | 31       | Celtic – FC Aberdeen      | 0:0       | | Celtic Park       | Glasgow     | 33.000    |
| 03.05.1967 | 32       | Celtic – Dundee Utd.      | 2:3 (1:0) | 1:0 Gemmell (27. Elfm.) 1:1 Hainey (55.) 2:1 Wallace (61.) 2:2 Gillespie (68.) 2:3 Graham (71.)                                                                                    | Celtic Park       | Glasgow     | 44.000    |
| 06.05.1967 | 33       | Rangers – Celtic          | 2:2 (1:1) | 1:0 Jardine (41.) 1:1 Johnstone (42.) 1:2 Johnstone (74.) 2:2 Hynd (81.) | Ibrox Park        | Glasgow     | 78.000    |
| 15.05.1967 | 34       | Celtic – FC Kilmarnock    | 2:0       | 1:0 Lennox (25.) 2:0 Wallace (76.) | Celtic Park       | Glasgow     | 21.000    |

| Pl.             | Verein                | Sp. | S  | U  | N  | Tore    | Diff. | Punkte |
| --------------- | --------------------- | --- | -- | -- | -- | ------- | ----- | ------ |
| 1.              | Celtic Glasgow (M, L) | 34  | 26 | 6  | 2  | 111:330 | +78   | 58:10  |
| 2.              | Glasgow Rangers (P)   | 34  | 24 | 7  | 3  | 092:310 | +61   | 55:13  |
| 3.              | FC Clyde              | 34  | 20 | 6  | 8  | 064:480 | +16   | 46:22  |
| 4.              | FC Aberdeen           | 34  | 17 | 8  | 9  | 072:380 | +34   | 42:26  |
| 5.              | Hibernian Edinburgh   | 34  | 19 | 4  | 11 | 072:490 | +23   | 42:26  |
| 6.              | FC Dundee             | 34  | 16 | 9  | 9  | 074:510 | +23   | 41:27  |
| 7.              | FC Kilmarnock         | 34  | 16 | 8  | 10 | 059:460 | +13   | 40:28  |
| 8.              | Dunfermline Athletic  | 34  | 14 | 10 | 10 | 072:520 | +20   | 38:30  |
| 9.              | Dundee United         | 34  | 14 | 9  | 11 | 068:620 | +6    | 37:31  |
| 10.             | FC Motherwell         | 34  | 10 | 11 | 13 | 059:600 | −1    | 31:37  |
| 11.             | Heart of Midlothian   | 34  | 11 | 8  | 15 | 039:480 | −9    | 30:38  |
| 12.             | Partick Thistle       | 34  | 9  | 12 | 13 | 049:680 | −19   | 30:38  |
| 13.             | FC Airdrieonians (N)  | 34  | 11 | 6  | 17 | 041:530 | −12   | 28:40  |
| 14.             | FC Falkirk            | 34  | 11 | 4  | 19 | 033:700 | −37   | 26:42  |
| 15.             | FC St. Johnstone      | 34  | 10 | 5  | 19 | 053:730 | −20   | 25:43  |
| 16.             | Stirling Albion       | 34  | 5  | 9  | 20 | 031:850 | −54   | 19:49  |
| 17.             | FC St. Mirren         | 34  | 4  | 7  | 23 | 025:810 | −56   | 15:53  |
| 18.             | Ayr United (N)        | 34  | 1  | 7  | 26 | 020:860 | −66   | 09:59  |
| Stand: Endstand |                       |     |    |    |    |         |       |        |

| Legende                | Legende                                                                     |
| Saison 1966/67         | Saison 1966/67                                                              |
| ---------------------- | --------------------------------------------------------------------------- |
|                        | Schottischer Meister und Teilnahme am Europapokal der Landesmeister 1967/68 |
|                        | Teilnahme am Messestädte-Pokal 1967/68                                      |
|                        | Teilnahme am Europapokal der Pokalsieger 1967/68                            |
|                        | Absteiger in die Division Two                                               |
| Zum Saisonende 1965/66 |                                                                             |
| (M)                    | Meister des Vorjahres                                                       |
| (P)                    | Pokalsieger des Vorjahres                                                   |
| (L)                    | Ligapokalsieger des Vorjahres                                               |
| (N)                    | Aufsteiger aus der Division Two                                             |

### Europapokal der Landesmeister

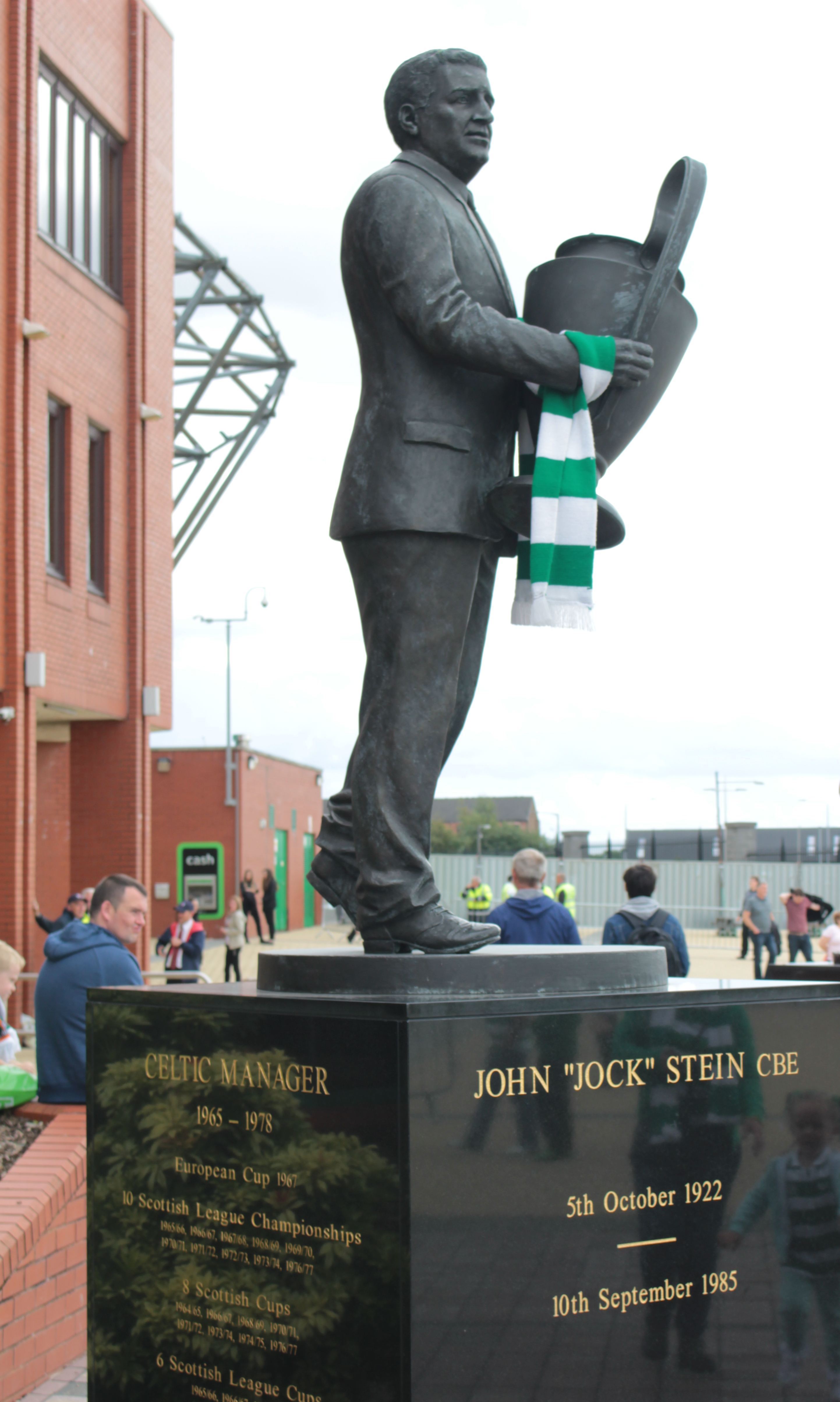
Jock Stein Statue mit der Europapokaltrophäe

Auf dem Weg ins Endspiel von Lissabon fegte Celtic in den ersten beiden Runden den FC Zürich und FC Nantes aus dem Wettbewerb, bevor sie im Viertelfinale den hoch favorisierten FK Vojvodina aus Jugoslawien in einem harten Kampf nach Hin- und Rückspiel 2:1 bezwangen. Gegen den Halbfinalgegner FK Dukla Prag spielten sie zu Hause im Celtic Park 3:1 und holten im Rückspiel in Prag ein 0:0. Zum Finale gegen Inter Mailand reisten über 15.000 Celtic-Fans nach Portugal, von denen viele noch nie im Ausland gewesen waren. Die Kosten für Flug und Ticket beliefen sich auf rund 23 Pfund, was mehreren Wochengehältern entsprach. Im Finale erzielten die favorisierten Italiener bereits nach sieben Minuten den Führungstreffer. Nachdem Renato Cappellini von Jim Craig gefoult worden war, entschied der deutsche Schiedsrichter Kurt Tschenscher auf Elfmeter den Sandro Mazzola sicher verwandelte. Inter zog sich im weiteren Spielverlauf in die Verteidigung zurück und spielte im Catenaccio um das 1:0 zu halten. In der 63. Spielminute konnte Tommy Gemmell den Treffer zum Ausgleich erzielen. Fünf Minuten vor dem Spielende traf Stevie Chalmers zum 2:1 für Celtic. Die Schotten hielten den Ball in den letzten Minuten des Spiels in den eigenen Reihen – bis der Schiedsrichter abpfiff. Tausende Celtic-Fans erstürmten nach Spielende den Platz. Bei der Heimkehr nach Glasgow wurden die Spieler von 200.000 Fans empfangen, die die Straßen säumten.

“There is not a prouder man on God's Earth than me at this moment. Winning was important, but it was the way that we won that has filled me with satisfaction. We did it by playing football; pure, beautiful, inventive football. There was not a negative thought in our heads.”

| Datum      | Spieltag | Paarung 1                  | Ergebnis  | Tore                                                                      | Stadion                  | Stadt           | Zuschauer |
| ---------- | -------- | -------------------------- | --------- | ------------------------------------------------------------------------- | ------------------------ | --------------- | --------- |
| 28.09.1966 | 1R (H)   | Celtic – FC Zürich         | 2:0 (0:0) | 1:0 Gemmell (64.) 2:0 McBride (69.)                                       | Celtic Park              | Glasgow         | 50.000    |
| 05.10.1966 | 1R (R)   | FC Zürich – Celtic         | 0:3 (0:2) | 0:1 Gemmell (22.) 0:3 Chalmers (38.) 0:3 Gemmell (48. Elfm.)              | Letzigrund               | Zürich          | 20.200    |
| 30.11.1966 | 2R (H)   | FC Nantes – Celtic Glasgow | 1:3 (1:1) | 1:0 Magny (16.) 1:1 McBride (24.) 1:2 Lennox (50.) 1:3 Chalmers (67.)     | Stade Marcel-Saupin      | Nantes          | 15.400    |
| 07.12.1966 | 2R (R)   | Celtic – FC Nantes         | 3:1 (1:1) | 1:0 Johnstone (13.) 1:1 Géorgin (36.) 2:1 Chalmers (56.) 3:1 Lennox (78.) | Celtic Park              | Glasgow         | 41.000    |
| 01.03.1967 | VF (H)   | FK Vojvodina – Celtic      | 1:0 (1:1) | 1:0 Stanić (69.)                                                          | Gradski stadion Novi Sad | Novi Sad        | 24.000    |
| 08.03.1967 | VF (R)   | Celtic – FK Vojvodina      | 2:0 (0:0) | 1:0 Chalmers (58.) 2:0 McNeill (90.)                                      | Celtic Park              | Glasgow         | 69.300    |
| 12.04.1967 | HF (H)   | Celtic – FK Dukla Prag     | 3:1 (1:1) | 1:0 Johnstone (27.) 1:1 Štrunc (44.) 2:1 Wallace (59.) 3:1 Wallace (65.)  | Celtic Park              | Glasgow         | 74.400    |
| 25.04.1967 | HF (R)   | FK Dukla Prag – Celtic     | 0:0       |                                                                           | Stadion Juliska          | Prag            | 19.100    |
| 25.05.1967 | F        | Celtic – Inter Mailand     | 2:1 (0:1) | 0:1 Mazzola (6. Elfm.) 1:1 Gemmell (63.) 2:1 Chalmers (84.)               | Estádio Nacional         | Lissabon-Oeiras | 45.000    |

### Scottish FA Cup
| Datum      | Spieltag | Paarung 1                | Ergebnis  | Tore | Stadion      | Stadt   | Zuschauer |
| ---------- | -------- | ------------------------ | --------- | --- | ------------ | ------- | --------- |
| 28.01.1967 | 1R       | Celtic – FC Arbroath     | 4:0 (3:0) | 1:0 Murdoch (13.) 2:0 Gemmell (19.) 3:0 Chalmers (33.) 4:0 Auld (80.)                                                      | Celtic Park  | Glasgow | 031.000   |
| 18.02.1967 | AF       | Celtic – Elgin City      | 7:0 (3:0) | 1:0 Chalmers (43.) 2:0 Lennox (44.) 3:0 Lennox (45.) 4:0 Hughes (62.) 5:0 Lennox (70.) 6:0 Wallace (83.) 7:0 Wallace (89.) | Celtic Park  | Glasgow | 034.000   |
| 11.03.1967 | VF       | Celtic – FC Queen’s Park | 5:3       | n. b. | Celtic Park  | Glasgow | 034.000   |
| 01.04.1967 | HF       | Celtic – FC Clyde        | 0:0       | | Celtic Park  | Glasgow | 056.700   |
| 05.04.1967 | HF (W 2) | Celtic – FC Clyde        | 2:0 (2:0) | 1:0 Lennox (2.) 2:0 Auld (22.)                                                                                             | Celtic Park  | Glasgow | 055.100   |
| 05.04.1967 | F        | Celtic – FC Aberdeen     | 2:0 (2:0) | 1:0 Wallace (42.) 2:0 Wallace (49.)                                                                                        | Hampden Park | Glasgow | 126.000   |

### Scottish League Cup
| Datum      | Spieltag | Paarung 1                             | Ergebnis  | Tore | Stadion            | Stadt       | Zuschauer |
| ---------- | -------- | ------------------------------------- | --------- | --- | ------------------ | ----------- | --------- |
| 13.08.1966 | 1        | Heart of Midlothian – Celtic Glasgow  | 0:2 (0:1) | 0:1 McBride (18. Elfm.) 0:2 McBride (88.) | Tynecastle Stadium | Edinburgh   | 25.000    |
| 17.08.1966 | 2        | Celtic Glasgow – FC Clyde             | 6:0 (3:0) | 1:0 Lennox (5.) 2:0 McBride (30. Elfm.) 3:0 McBride (44.) 4:0 Lennox (60.) 5:0 McBride (63.) 6:0 Chalmers (83.)                                                                     | Celtic Park        | Glasgow     | 30.000    |
| 20.08.1966 | 3        | Celtic Glasgow – FC St. Mirren        | 8:2 (4:0) | 1:0 Lennox (10.) 2:0 McBride (24. Elfm.) 3:0 McBride (26.) 4:0 McBride (44.) 5:0 McBride (46.) 6:0 Auld (58.) 7:0 Lennox (72.) 7:1 Treacy (78.) 7:2 Treacy (82.) 8:2 Chalmers (86.) | Celtic Park        | Glasgow     | 31.500    |
| 27.08.1966 | 4        | Celtic Glasgow – Heart of Midlothian  | 3:0 (0:0) | 1:0 McBride (54.) 2:0 McBride (73. Elfm.) 3:0 Chalmers (68.) | Celtic Park        | Glasgow     | 46.000    |
| 31.08.1966 | 5        | FC Clyde – Celtic Glasgow             | 1:3 (1:2) | 0:1 McBride (16.) 1:1 Gilroy (36.) 1:2 McBride (38. Elfm.) 1:3 Gemmell (86.) | Shawfield Stadium  | Rutherglen  | 18.000    |
| 03.09.1966 | 6        | FC St. Mirren – Celtic Glasgow        | 0:1 (0:0) | 0:1 Murdoch (53.) | Love Street        | Paisley     | 20.000    |
| 14.09.1966 | VF (H)   | Celtic Glasgow – Dunfermline Athletic | 6:3 (5:1) | 1:0 McNeill (1.) 2:0 Hughes (4.) 3:0 Auld (11.) 3:1 Ferguson (18.) 4:1 McBride (20. Elfm.) 5:1 Johnstone (23.) 5:2 Hunter (62.) 6:2 Auld (70.) 6:3 Ferguson (85.)                   | Celtic Park        | Glasgow     | 36.000    |
| 21.09.1966 | VF (R)   | Dunfermline Athletic – Celtic Glasgow | 1:3 (0:2) | 0:1 McNeill (32.) 0:2 Chalmers (42.) 0:3 Chalmers (54.) 1:3 Fleming (70.) | East End Park      | Dunfermline | 20.000    |
| 17.10.1966 | HF       | Celtic Glasgow – FC Airdrieonians     | 2:0 (0:0) | 1:0 Murdoch (64.) 2:0 McBride (75.) | Hampden Park       | Glasgow     | 36.930    |
| 29.10.1966 | F        | Celtic Glasgow – Glasgow Rangers      | 1:0 (1:0) | 1:0 Lennox (19.) | Hampden Park       | Glasgow     | 94.532    |

### Glasgow Cup
| Datum      | Spieltag | Paarung 1                        | Ergebnis  | Tore                                                                    | Stadion     | Stadt   | Zuschauer |
| ---------- | -------- | -------------------------------- | --------- | ----------------------------------------------------------------------- | ----------- | ------- | --------- |
| 23.08.1966 | 1R       | Glasgow Rangers – Celtic Glasgow | 0:4 (0:2) | 0:1 McNeill (8.) 0:2 Lennox (32.) 0:3 Lennox (81.) 0:4 Lennox (83.)     | Ibrox Park  | Glasgow | 76.456    |
| 10.10.1966 | HF       | Celtic Glasgow – FC Queen’s Park | 4:0 (2:0) | 1:0 McBride (6.) 2:0 Lennox (30.) 3:0 Gallagher (48.) 4:0 McBride (88.) | Celtic Park | Glasgow | 17.000    |
| 07.11.1966 | F        | Celtic Glasgow – Partick Thistle | 4:0 (4:0) | 1:0 Chalmers (12.) 2:0 Lennox (24.) 3:0 Lennox (26.) 4:0 Lennox (43.)   | Celtic Park | Glasgow | 31.000    |

### Freundschafts- und Testspiele
| Datum      | Spieltag | Paarung 1                          | Ergebnis  | Tore                                                                                            | Stadion                   | Stadt   | Zuschauer |
| ---------- | -------- | ---------------------------------- | --------- | ----------------------------------------------------------------------------------------------- | ------------------------- | ------- | --------- |
| 06.08.1966 | –        | Celtic Glasgow – Manchester United | 4:1 (3:1) | 1:0 Lennox (7.) 2:0 Murdoch (10.) 2:1 Sadler (12.) 3:1 McBride (15.) 4:1 Foulkes (61. Eigentor) | Celtic Park               | Glasgow | 060.000   |
| 07.02.1967 | –        | Celtic Glasgow – Dinamo Zagreb     | 0:1 (0:0) | 0:1 Zambata (87.)                                                                               | Celtic Park               | Glasgow | 046.000   |
| 07.06.1967 | –        | Real Madrid – Celtic Glasgow       | 0:1 (0:0) | 0:1 Lennox (69.)                                                                                | Estadio Santiago Bernabéu | Madrid  | 120.000   |

## Finalspiele

### Europapokal der Landesmeister
| Celtic Glasgow                                     | Celtic Glasgow | Inter Mailand | Inter Mailand | Aufstellung                                    |
| -------------------------------------------------- | --- | --- | ------------- | ---------------------------------------------- |
| Celtic Glasgow                                     | \| Finale \| \| 25. Mai 1967 in Oeiras (Estádio Nacional) \| \| Ergebnis: 2:1 (0:1) \| \| Zuschauer: 45.000 \| \| Schiedsrichter: Kurt Tschenscher ( BR Deutschland) \|                       | \| Finale \| \| 25. Mai 1967 in Oeiras (Estádio Nacional) \| \| Ergebnis: 2:1 (0:1) \| \| Zuschauer: 45.000 \| \| Schiedsrichter: Kurt Tschenscher ( BR Deutschland) \|                                                                     | Inter Mailand | Aufstellung Celtic Glasgow gegen Inter Mailand |
| Celtic Glasgow                                     | Ronnie Simpson – James Craig, Tommy Gemmell – Bobby Murdoch, Billy McNeill , John Clark – Jimmy Johnstone, Willie Wallace, Stevie Chalmers, Bertie Auld, Bobby Lennox Cheftrainer: Jock Stein | Giuliano Sarti – Tarcisio Burgnich, Giacinto Facchetti – Gianfranco Bedin, Aristide Guarneri, Armando Picchi – Angelo Domenghini, Sandro Mazzola, Renato Cappellini, Mauro Bicicli, Mario Corso Cheftrainer: Helenio Herrera ( Argentinien) | Inter Mailand | Aufstellung Celtic Glasgow gegen Inter Mailand |
| Celtic Glasgow                                     | 1:1 Tommy Gemmell (63.) 2:1 Stevie Chalmers (84.) | 0:1 Sandro Mazzola (6., Foulelfmeter) | Inter Mailand | Aufstellung Celtic Glasgow gegen Inter Mailand |
| Finale                                             | | |               |                                                |
| 25. Mai 1967 in Oeiras (Estádio Nacional)          | | |               |                                                |
| Ergebnis: 2:1 (0:1)                                | | |               |                                                |
| Zuschauer: 45.000                                  | | |               |                                                |
| Schiedsrichter: Kurt Tschenscher ( BR Deutschland) | | |               |                                                |

### Scottish FA Cup
| Celtic Glasgow                           | Celtic Glasgow | FC Aberdeen | FC Aberdeen |
| ---------------------------------------- | --- | --- | ----------- |
| Celtic Glasgow                           | \| Finale \| \| 29. April 1967 in Glasgow (Hampden Park) \| \| Ergebnis: 2:0 (1:0) \| \| Zuschauer: 126.102 \| \| Schiedsrichter: Willie Syme \| \| Spielbericht \|                        | \| Finale \| \| 29. April 1967 in Glasgow (Hampden Park) \| \| Ergebnis: 2:0 (1:0) \| \| Zuschauer: 126.102 \| \| Schiedsrichter: Willie Syme \| \| Spielbericht \|                   | FC Aberdeen |
| Celtic Glasgow                           | Ronnie Simpson – Jim Craig, Billy McNeill, John Clark, Tommy Gemmell – Jimmy Johnstone, Bobby Murdoch, Bertie Auld, Bobby Lennox – Stevie Chalmers, Willie Wallace Cheftrainer: Jock Stein | Bobby Clark – Jim Whyte, Tommy McMillan, Frank Munro, Ally Shewan – Jimmy Wilson, Jens Petersen, Jimmy Smith, Davie Johnston – Harry Melrose, Jim Storrie Cheftrainer: Eddie Turnbull | FC Aberdeen |
| Celtic Glasgow                           | 1:0 Willie Wallace (42.) 2:0 Willie Wallace (49.) | | FC Aberdeen |
| Finale                                   | | |             |
| 29. April 1967 in Glasgow (Hampden Park) | | |             |
| Ergebnis: 2:0 (1:0)                      | | |             |
| Zuschauer: 126.102                       | | |             |
| Schiedsrichter: Willie Syme              | | |             |
| Spielbericht                             | | |             |

### Scottish League Cup
| Celtic Glasgow                             | Celtic Glasgow | Glasgow Rangers | Glasgow Rangers |
| ------------------------------------------ | --- | --- | --------------- |
| Celtic Glasgow                             | \| Finale \| \| 29. Oktober 1966 in Glasgow (Hampden Park) \| \| Ergebnis: 1:0 (1:0) \| \| Zuschauer: 94.532 \| \| Schiedsrichter: Tiny Wharton \| \| Spielbericht \|                                           | \| Finale \| \| 29. Oktober 1966 in Glasgow (Hampden Park) \| \| Ergebnis: 1:0 (1:0) \| \| Zuschauer: 94.532 \| \| Schiedsrichter: Tiny Wharton \| \| Spielbericht \|                      | Glasgow Rangers |
| Celtic Glasgow                             | Ronnie Simpson – Tommy Gemmell, Willie O’Neill, Billy McNeill , Bobby Murdoch – John Clark, Jimmy Johnstone, Bobby Lennox, Bertie Auld – Joe McBride, John Hughes (??. Stevie Chalmers) Cheftrainer: Jock Stein | Norrie Martin – Kai Johansen, David Provan, John Greig , Ronnie McKinnon – Dave Smith, Willie Henderson, Bobby Watson, George McLean – Alex Smith, Willie Johnston Cheftrainer: Scot Symon | Glasgow Rangers |
| Celtic Glasgow                             | 1:0 Bobby Lennox (19.) | | Glasgow Rangers |
| Finale                                     | | |                 |
| 29. Oktober 1966 in Glasgow (Hampden Park) | | |                 |
| Ergebnis: 1:0 (1:0)                        | | |                 |
| Zuschauer: 94.532                          | | |                 |
| Schiedsrichter: Tiny Wharton               | | |                 |
| Spielbericht                               | | |                 |

### Glasgow Cup
| Celtic Glasgow                            | Celtic Glasgow | Partick Thistle | Partick Thistle |
| ----------------------------------------- | --- | --- | --------------- |
| Celtic Glasgow                            | \| Finale \| \| 7. November 1966 in Glasgow (Celtic Park) \| \| Ergebnis: 4:0 (4:0) \| \| Zuschauer: 31.000 \| \| Schiedsrichter: R. K. Wilson \| \| Spielbericht \|                            | \| Finale \| \| 7. November 1966 in Glasgow (Celtic Park) \| \| Ergebnis: 4:0 (4:0) \| \| Zuschauer: 31.000 \| \| Schiedsrichter: R. K. Wilson \| \| Spielbericht \|         | Partick Thistle |
| Celtic Glasgow                            | Ronnie Simpson – Tommy Gemmell, Willie O’Neill, Billy McNeill , Bobby Murdoch – John Clark, Bobby Lennox, Bertie Auld – Joe McBride, Charlie Gallagher, Stevie Chalmers Cheftrainer: Jock Stein | George Niven – Hugh Tinney, George Muir, Cumming, Donnie McKinnon – Tommy Gibb, Dan McLindon, Alex Rae, Cunningham, Arthur Duncan – John Divers Cheftrainer: Willie Thornton | Partick Thistle |
| Celtic Glasgow                            | 1:0 Stevie Chalmers (12.) 2:0 Bobby Lennox (24.) 3:0 Bobby Lennox (26.) 4:0 Bobby Lennox (43.)                                                                                                  | | Partick Thistle |
| Finale                                    | | |                 |
| 7. November 1966 in Glasgow (Celtic Park) | | |                 |
| Ergebnis: 4:0 (4:0)                       | | |                 |
| Zuschauer: 31.000                         | | |                 |
| Schiedsrichter: R. K. Wilson              | | |                 |
| Spielbericht                              | | |                 |

## Statistiken

### Liga
(Berücksichtigt wurden Spieler mit mindestens einem Einsatz; in Klammern sind die Einsätze und Tore angegeben.)
| 1. | Celtic Glasgow |
|    | - Tor: John Fallon (1/0), Ronnie Simpson (33/0) - Abwehr: Jim Brogan (1/0), Jim Craig (17/1), Tommy Gemmell (34/9), Billy McNeill (33/0), Willie O’Neill (18/0), Ian Young (1/0), - Mittelfeld: Bertie Auld (27/7), John Clark (34/0), John Cushley (1/0), Charlie Gallagher (11/2), Jimmy Johnstone (25/13), Bobby Murdoch (31/4) - Angriff: Stevie Chalmers (29/23), John Hughes (19/6), Bobby Lennox (27/13), Joe McBride (14/18), Willie Wallace (21/14) - Trainer: Jock Stein |

### Pokal
(Berücksichtigt wurden Spieler mit mindestens einem Einsatz; in Klammern sind die Einsätze und Tore angegeben.)
| 1. | Celtic Glasgow |
|    | - Tor: Ronnie Simpson (6/0) - Abwehr: Davie Cattenach (2/0), Jim Craig (4/0), Tommy Gemmell (6/2), Billy McNeill (6/0) - Mittelfeld: Bertie Auld (5/2), John Clark (6/0), Charlie Gallagher (3/0), Jimmy Johnstone (5/0), Bobby Murdoch (4/2) - Angriff: Stevie Chalmers (6/3), John Hughes (4/1), Bobby Lennox (5/5), Willie Wallace (6/5) - Trainer: Jock Stein |

### Ligapokal
(Berücksichtigt wurden Spieler mit mindestens einem Einsatz; in Klammern sind die Einsätze und Tore angegeben.)
| 1. | Celtic Glasgow |
|    | - Tor: Ronnie Simpson (10/0) - Abwehr: Jim Craig (1/0), Tommy Gemmell (10/1), Billy McNeill (10/2), Willie O’Neill (9/1) - Mittelfeld: Bertie Auld (9/3), John Clark (10/0), Charlie Gallagher (1/0), Bobby Murdoch (10/2) - Angriff: Stevie Chalmers (10/5), John Hughes (4/1), Jimmy Johnstone (10/1), Bobby Lennox (7/5), Joe McBride (10/15) - Trainer: Jock Stein |

### Europapokal
(Berücksichtigt wurden Spieler mit mindestens einem Einsatz; in Klammern sind die Einsätze und Tore angegeben.)
| 1. | Celtic Glasgow |
|    | - Tor: Ronnie Simpson (9/0) - Abwehr: Tommy Gemmell (9/4), Billy McNeill (9/1), Jim Craig (5/0), Willie O’Neill (4/0) - Mittelfeld: John Clark (9/0), Bobby Murdoch (9/0), Bertie Auld (8/0) - Angriff: Stevie Chalmers (9/5), Charlie Gallagher (2/0), John Hughes (5/0), Jimmy Johnstone (9/2), Bobby Lennox (7/2), Joe McBride (2/2), Willie Wallace (3/2) - Trainer: Jock Stein |